# 白濱浩
白濱 浩（しらはま ひろし、1900年11月26日 - 1985年5月9日）は、日本の経営者。日本光学工業（現在のニコン）社長を務めた。

## 経歴
長崎県出身。1925年に東京帝国大学工学部造兵学科を卒業し、同年に日本光学工業に入社。
1947年1月に取締役に就任し、1953年5月に常務を経て、1959年5月から1963年5月までと1963年9月から1969年5月までに社長を務め、1963年5月から同年9月までに会長を務めた。
1964年5月に藍綬褒章を受章し、1971年4月に勲三等旭日中綬章を受章。
1985年5月9日、心不全のために死去。84歳没。